# Tobias Heinrich Schubart

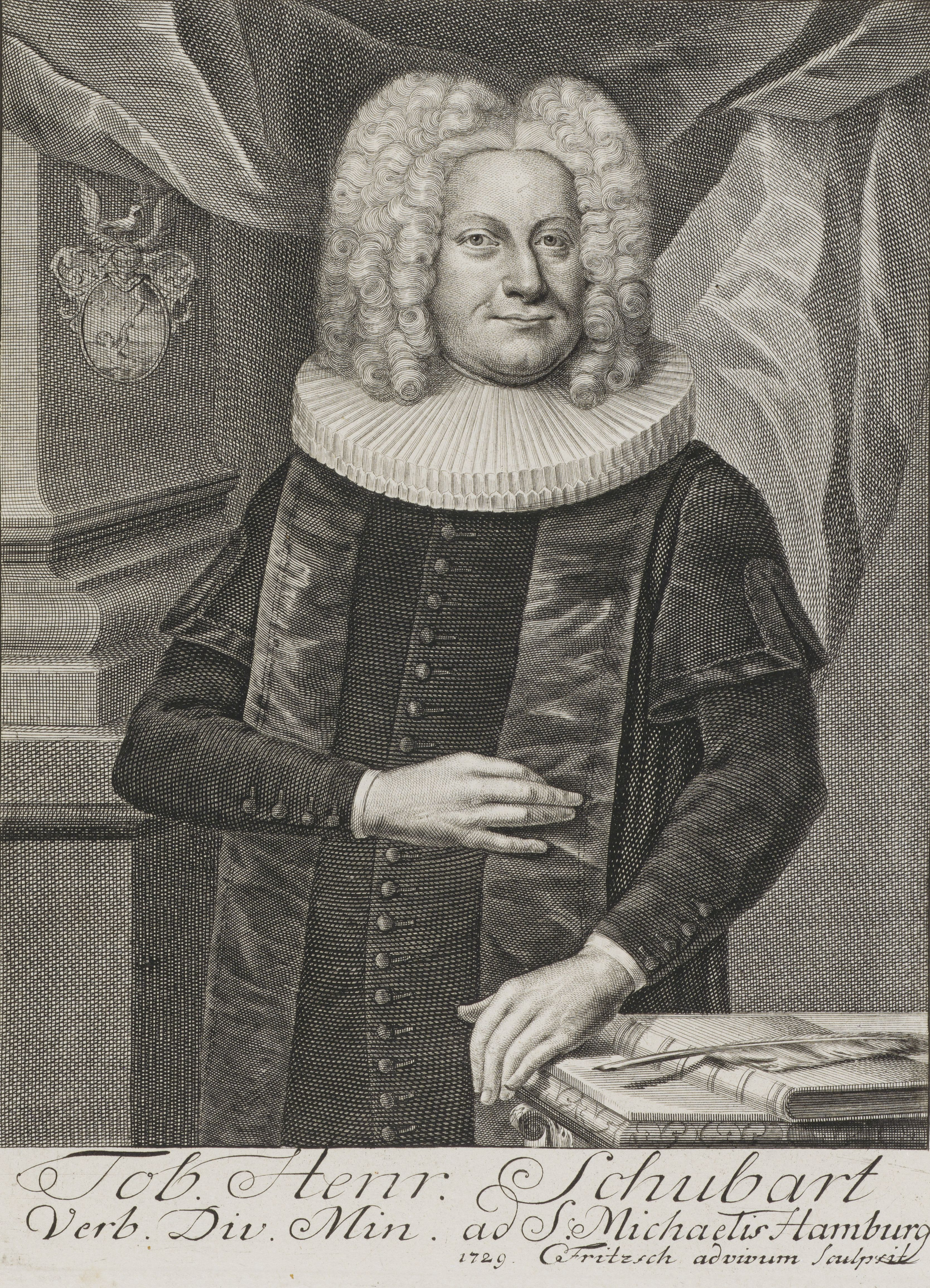
Kupferstich von Christian Fritzsch (1729)

Tobias Heinrich Schubart (auch: Theophilus Sincerus; * 14. Februar 1699 in Osterbruch; † 22. Februar 1747 in Hamburg) war ein norddeutscher Theologe und geistlicher Dichter.

## Leben
Tobias Heinrich ist der Sohn von Heino Schubart (* 1667 in Hamburg; † 1725 in Osterbruch), der seit 1694 Prediger in Osterbruch war. 1716 besuchte Tobias H. Schubart das Johanneum und das Gymnasium in Hamburg, studierte ab 1720 Theologie in Jena und legte 1723 sein Kandidatenexamen in Hamburg ab. Im Anschluss erhielt er eine Predigerstelle in Neuenkirchen und anschließend eine in seinem Geburtsort. Am 29. August 1728 wurde er Prediger an St. Michaelis in Hamburg.
In den Jahren 1733 und 1735 gab er Sammlungen geistlicher Lieder heraus sowie Predigten und einige andere Schriften, u. a. eine gegen Johann Christian Edelmann, Hamburg 1747. Seine Lieder sind auf das Zweckmäßige ausgerichtet, wobei 28 Titel von Johann Jacob Gottschald in sein Universalgesangbuch von 1737 (nach Eduard Emil Koch) aufgenommen wurden. Des Weiteren befinden sich einige seiner Lieder auch in Gemeindegesangbüchern.